# 野波令蔵
野波 令蔵（野波 令藏、のなみ れいぞう、1848年2月17日〈嘉永元年1月13日〉 - 1917年〈大正6年〉12月）は、日本の醸造家、実業家、政治家、地主。鳥取県会議員（憲政党系中立）。野波商店。幼名は安太郎。族籍は鳥取県平民。

## 経歴
鳥取県西伯郡米子町法勝寺町（現・米子市法勝寺町）の人。常重の長男。生家は紺屋業を営む。幼時、村夫子に従い、漢学句読を受け、算数習字を修学する。家督を継承し、令蔵と改め、7代の主となる。1872年以来公職公事に就いたが、1872年に法勝寺町肆長を申付けられたのを初めとする。
1886年に紺屋業を廃止し、醤油醸造業を開始する。醤油醸造業を営み、また米子米綿取引所監査役、西伯家畜会社社長、鳥取県会議員・同副議長、米子町会議員、学務委員、米子銀行監査役、米子町名誉助役などをつとめる。
1917年12月、米子町功労者旌表規定により功労章並に金50円を贈られ、その功労を表彰される。

## 人物
『陰陽八郡郡勢一斑』では、「名望高く、温厚の人格者なり」と評される。
宗教は出雲大社教。平素、敬神の心が厚い。日本赤十字社正社員である。住所は米子市法勝寺町。

## 家族・親族
野波家
- 父・常重（紺屋） - 熱誠忠実を旨とし、業務に奮励し、原料精選それに加えて染物等に対し殊に品物を丁寧に注意を加え、粗悪な取扱いをしなかったため、にわかに隆況を致し、広く世間に信用を博し、当時「米子紺屋」と云えば遠近その名を知らない者はなかった[1]。

親戚
- 三島盛之助（八束銀行常務取締役） - 三島盛之助の弟の妻は野波令蔵の孫[14]。